# 聖女多羅德
聖女多羅德（Saint Dorothy，—311年）或凱撒利亞的多羅德（Dorothea of Caesarea）是天主教會和正教會的聖人。羅馬帝國皇帝戴克里先時代，因守貞不嫁，拒絕敬拜邪神，被凱撒利亞的總督判處極刑。禮瞻日是2月6日。

## 脚注
1. ↑  .   [2021-08-25]. （原始内容存档于2022-02-23）.
2. ↑  .   [2021-08-25]. （原始内容存档于2021-08-25）.